# Пьяцца Ротонда с видом на Пантеон
«Пьяцца Ротонда с видом на Пантеон» — картина итальянского художника, мастера ведуты, Бернардо Беллотто, написанная в соавторстве с сыном Лоренцо по гравюре Пиранези. На полотне изображена площадь в Риме, на которой находятся Пантеон и фонтан с египетским обелиском.
Вместе с парной композицией «Вид Форума в Риме» находится в Государственном музее изобразительных искусств им. А. С. Пушкина в Москве.

## История

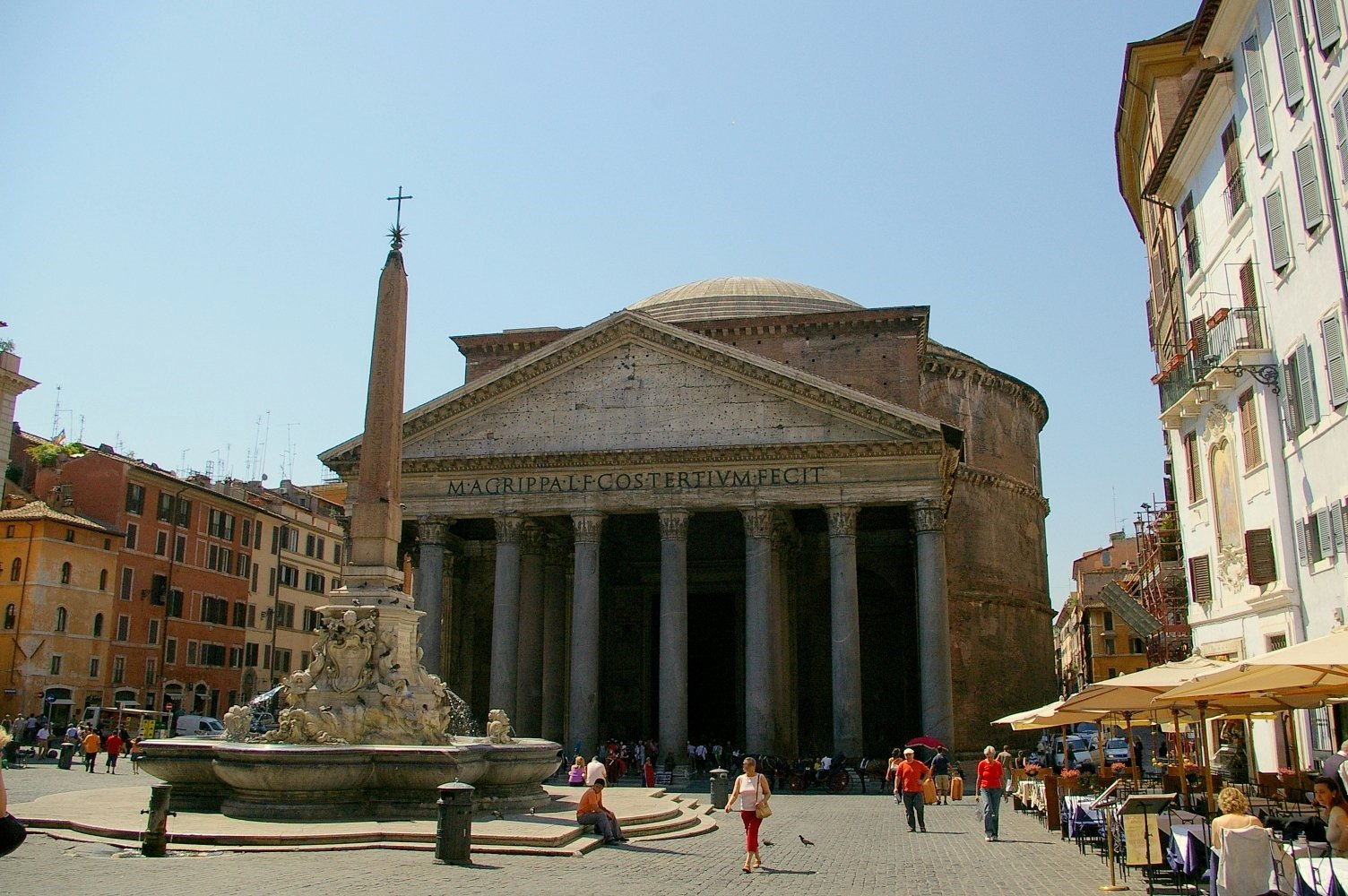
Площадь Ротонды в Риме, фонтан и Пантеон на современной фотографии

С 1767 года Беллотто в качестве придворного живописца работал в Варшаве. По заказу польского короля Станислава Августа Понятовского он создаёт серию из 14 картин с видами Рима. Образцом для них служили гравюры Джованни Баттисты Пиранези «Vedute di Roma». В написании картин также принимал участие сын художника — Лоренцо Беллотто (1744—1770). Полотна украшали королевскую резиденцию Уязде, находящуюся недалеко от Варшавы. В 1819 году серия была разделена, часть картин были вывезены за пределы Польши, четыре — оказались на территории России. До революции они находились в имении Степановское-Волосово княжны Елизаветы Алексеевны Нарышкиной. После национализации были переданы сначала в Государственную Третьяковскую галерею, оттуда — другим музеям. В настоящее время две картины хранятся в Государственном музее изобразительных искусств им. А. С. Пушкина в Москве («Пьяцца Ротонда с видом на Пантеон» и «Вид Форума в Риме» (1769 год, холст, масло, 116×173 см, инв. № Ж-1517).
В 2006 году два других полотна серии были проданы на аукционе Christie’s за 12,3 миллионов долларов США. Они оказались дороже картины Сандро Боттичелли «Мадонна с Младенцем и плодом граната», проданной на тех же торгах за 7,5 миллионов.

## Состояние
Картина дублирована на новый холст. В 1939—1940 годах была проведена реставрация полотна, включающая частичное удаление потемневшего лака. В настоящее время специалисты оценивают состояние картины как хорошее, отмечая при этом, что поверхность покрыта слоем слегка потемневшего неравномерного лака, особенно заметного на изображении неба.

## Выставки
Картина находится в составе фондов Государственного музея изобразительных искусств им. А. С. Пушкина. На постоянной экспозиции не представлена. Крупнейшие выставки:
- 1961 год. Москва
- 1966 год. Эссен